# Venonia cinctipes
Venonia cinctipes là một loài nhện trong họ Lycosidae.
Loài này thuộc chi Venonia. Venonia cinctipes được Eugène Simon miêu tả năm 1898.